# Miss International
Miss International rozgrywany od 1960 roku jest jednym z czterech największych konkursów piękności.

## Zwyciężczynie konkursu
| Rok  | Kraj                   | Zwyciężczyni             | Wiek                   | Miejsce                | Liczba uczestniczek    |
| ---- | ---------------------- | ------------------------ | ---------------------- | ---------------------- | ---------------------- |
| 1960 | Kolumbia               | Stella Márquez           | 23                     | Long Beach             | 52                     |
| 1961 | Holandia               | Stam van Baer            | 19                     | Long Beach             | 52                     |
| 1962 | Australia              | Tania Verstak            | 20                     | Long Beach             | 50                     |
| 1963 | Islandia               | Guðrún Bjarnadóttir      | 20                     | Long Beach             | 46                     |
| 1964 | Filipiny               | Gemma Teresa Cruz        | 21                     | Long Beach             | 42                     |
| 1965 | Niemcy                 | Ingrid Finger            | 20                     | Long Beach             | 44                     |
| 1966 | konkurs nie rozgrywany | konkurs nie rozgrywany   | konkurs nie rozgrywany | konkurs nie rozgrywany | konkurs nie rozgrywany |
| 1967 | Argentyna              | Mirta Teresita Massa     | 22                     | Long Beach             | 46                     |
| 1968 | Brazylia               | Maria da Glória Carvalho | 18                     | Tokio                  | 49                     |
| 1969 | Wielka Brytania        | Valerie Susan Holmes     | 23                     | Tokio                  | 48                     |
| 1970 | Filipiny               | Aurora Pijuan            | 21                     | Osaka                  | 47                     |
| 1971 | Nowa Zelandia          | Jane Cheryl Hansen       | 20                     | Long Beach             | 50                     |
| 1972 | Wielka Brytania        | Linda Hooks              | 20                     | Tokio                  | 47                     |
| 1973 | Finlandia              | Anneli Björkling         | 21                     | Osaka                  | 47                     |
| 1974 | Stany Zjednoczone      | Karen Brucene Smith      | 23                     | Tokio                  | 45                     |
| 1975 | Jugosławia             | Lidija Manić             | 22                     | Motobu                 | 48                     |
| 1976 | Francja                | Sophie Perin             | 19                     | Tokio                  | 45                     |
| 1977 | Hiszpania              | Pilar Medina             | 21                     | Tokio                  | 48                     |
| 1978 | Stany Zjednoczone      | Katherine Patricia Ruth  | 18                     | Tokio                  | 43                     |
| 1979 | Filipiny               | Mimilanie Marquez        | 15                     | Tokio                  | 43                     |
| 1980 | Kostaryka              | Lorna Chávez             | 21                     | Tokio                  | 42                     |
| 1981 | Australia              | Jenny Annette Derek      | 20                     | Kobe                   | 42                     |
| 1982 | Stany Zjednoczone      | Christie Ellen Claridge  | 20                     | Fukuoka                | 43                     |
| 1983 | Kostaryka              | Gidget Sandoval          | 17                     | Osaka                  | 41                     |
| 1984 | Gwatemala              | Ilma Urrutia             | 22                     | Jokohama               | 46                     |
| 1985 | Wenezuela              | Nina Sicilia Hernandez   | 23                     | Tsukuba                | 43                     |
| 1986 | Anglia                 | Helen Fairbrother        | 22                     | Nagasaki               | 46                     |
| 1987 | Portoryko              | Laurie Tamara Simpson    | 18                     | Tokio                  | 47                     |
| 1988 | Norwegia               | Catherine Alexandra Gude | 22                     | Gifu                   | 46                     |
| 1989 | Niemcy                 | Iris Klein               | 20                     | Kanazawa               | 47                     |
| 1990 | Hiszpania              | Silvia de Esteban        | 19                     | Osaka                  | 50                     |
| 1991 | Polska                 | Agnieszka Kotlarska      | 19                     | Tokio                  | 51                     |
| 1992 | Australia              | Kirsten Davidson         | 20                     | Nagasaki               | 50                     |
| 1993 | Polska                 | Agnieszka Pachałko       | 20                     | Tokio                  | 47                     |
| 1994 | Grecja                 | Christina Lekka          | 22                     | Ise                    | 50                     |
| 1995 | Norwegia               | Anne Lena Hansen         | 21                     | Tokio                  | 47                     |
| 1996 | Portugalia             | Fernanda Alves           | 20                     | Kanazawa               | 48                     |
| 1997 | Wenezuela              | Consuelo Adler           | 23                     | Kioto                  | 42                     |
| 1998 | Panama                 | Lía Borrero              | 22                     | Tokio                  | 43                     |
| 1999 | Kolumbia               | Paulina Gálvez           | 19                     | Tokio                  | 51                     |
| 2000 | Wenezuela              | Vivian Urdaneta          | 21                     | Tokio                  | 56                     |
| 2001 | Polska                 | Małgorzata Rożniecka     | 23                     | Tokio                  | 52                     |
| 2002 | Liban                  | Christina Sawaya         | 22                     | Tokio                  | 47                     |
| 2003 | Wenezuela              | Goizeder Azúa            | 19                     | Tokio                  | 45                     |
| 2004 | Kolumbia               | Jeymmy Vargas            | 21                     | Pekin                  | 58                     |
| 2005 | Filipiny               | Precious Lara Quigaman   | 22                     | Tokio                  | 52                     |
| 2006 | Wenezuela              | Daniela di Giacomo       | 21                     | Pekin                  | 53                     |
| 2007 | Meksyk                 | Priscila Perales         | 24                     | Tokio                  | 61                     |
| 2008 | Hiszpania              | Alejandra Andreu         | 18                     | Makau                  | 63                     |
| 2009 | Meksyk                 | Anagabriela Espinoza     | 21                     | Chengdu                | 65                     |
| 2010 | Wenezuela              | Elizabeth Mosquera       | 19                     | Chengdu                | 70                     |
| 2011 | Ekwador                | Fernanda Cornejo         | 22                     | Chengdu                | 67                     |
| 2012 | Japonia                | Ikumi Yoshimatsu         | 25                     | Naha                   | 69                     |
| 2013 | Filipiny               | Bea Santiago             | 23                     | Tokio                  | 67                     |
| 2014 | Portoryko              | Valerie Hernandez        | 21                     | Tokio                  | 73                     |
| 2015 | Wenezuela              | Edymar Martínez          | 20                     | Tokio                  | 70                     |
| 2016 | Filipiny               | Kylie Verzosa            | 24                     | Tokio                  | 69                     |
| 2017 | Indonezja              | Kevin Lilliana           | 21                     | Tokio                  | 69                     |
| 2018 | Wenezuela              | Mariem Velazco           | 21                     | Tokio                  | 69                     |
| 2019 | Tajlandia              | Sireethorn Leearamwat    | 26                     | Tokio                  | 83                     |
| 2020 | konkurs nie rozgrywany | konkurs nie rozgrywany   | konkurs nie rozgrywany | konkurs nie rozgrywany | konkurs nie rozgrywany |
| 2021 | konkurs nie rozgrywany | konkurs nie rozgrywany   | konkurs nie rozgrywany | konkurs nie rozgrywany | konkurs nie rozgrywany |
| 2022 | Niemcy                 | Jasmin Selberg           | 23                     | Tokio                  | 66                     |
| 2023 | Wenezuela              | Andrea Rubio             | 24                     | Tokio                  | 70                     |
| 2024 | Wietnam                | Huỳnh Thị Thanh Thủy     | 22                     | Tokio                  | 71                     |

## Kraje zwycięskie
| Liczba zwycięstw | Kraj              | Lata                                                 |
| ---------------- | ----------------- | ---------------------------------------------------- |
| 9                | Wenezuela         | 1985, 1997, 2000, 2003, 2006, 2010, 2015, 2018, 2023 |
| 6                | Filipiny          | 1964, 1970, 1979, 2005, 2013, 2016                   |
| 3                | Kolumbia          | 1960, 1999, 2004                                     |
| 3                | Australia         | 1962, 1981, 1992                                     |
| 3                | Stany Zjednoczone | 1974, 1978, 1982                                     |
| 3                | Hiszpania         | 1977, 1990, 2008                                     |
| 3                | Polska            | 1991, 1993, 2001                                     |
| 3                | Niemcy            | 1965, 1989, 2022                                     |
| 2                | Wielka Brytania   | 1969, 1972                                           |
| 2                | Kostaryka         | 1980, 1983                                           |
| 2                | Portoryko         | 1987, 2014                                           |
| 2                | Norwegia          | 1988, 1995                                           |
| 2                | Meksyk            | 2007, 2009                                           |
| 1                | Holandia          | 1961                                                 |
| 1                | Islandia          | 1963                                                 |
| 1                | Argentyna         | 1967                                                 |
| 1                | Brazylia          | 1968                                                 |
| 1                | Nowa Zelandia     | 1971                                                 |
| 1                | Finlandia         | 1973                                                 |
| 1                | Jugosławia        | 1975                                                 |
| 1                | Francja           | 1976                                                 |
| 1                | Gwatemala         | 1984                                                 |
| 1                | Anglia            | 1986                                                 |
| 1                | Grecja            | 1994                                                 |
| 1                | Portugalia        | 1996                                                 |
| 1                | Panama            | 1998                                                 |
| 1                | Liban             | 2002                                                 |
| 1                | Ekwador           | 2011                                                 |
| 1                | Japonia           | 2012                                                 |
| 1                | Indonezja         | 2017                                                 |
| 1                | Tajlandia         | 2019                                                 |

## Polki w konkursie
- 1960 – Marzena Malinowska – TOP 15.
- 1961–1984 – Brak udziału.
- 1985 – Katarzyna Zawidzka – TOP 15.
- 1986 – Renata Fatla – Bez sukcesu.
- 1987 – Monika Nowosadko – Bez sukcesu.
- 1988 – Brak udziału.
- 1989 – Aneta Kręglicka – tytuł I wicemiss.
- 1990 – Ewa Szymczak – TOP 15.
- 1991 – Agnieszka Kotlarska – Miss International.
- 1992 – Elżbieta Dziech – Bez sukcesu.
- 1993 – Agnieszka Pachałko – Miss International.
- 1994 – Ilona Felicjańska – Bez sukcesu.
- 1995 – Brak udziału.
- 1996 – Monika Adamek – Bez sukcesu.
- 1997 – Agnieszka Myko – TOP 15.
- 1998 – Agnieszka Osińska – TOP 15.
- 1999 – Adrianna Gerczew – TOP 15.
- 2000 – Emilia Raszyńska – Bez sukcesu.
- 2001 – Małgorzata Rożniecka – Miss International.
- 2002 – Monika Angermann – TOP 12.
- 2003 – Brak udziału.
- 2004 – Marta Matyjasik – Bez sukcesu.
- 2005 – Monika Szeroka – Bez sukcesu.
- 2006 – Marta Jakoniuk – Bez sukcesu.
- 2007 – Dorota Gawron – Bez sukcesu.
- 2008 – Anna Tarnowska – tytuł II wicemiss.
- 2009 – Angelika Jakubowska – Bez sukcesu.
- 2010 – Żaneta Sitko – Bez sukcesu.
- 2011 – Adrianna Wojciechowska – Bez sukcesu.
- 2012 – Rozalia Mancewicz – Bez sukcesu.
- 2013 – Katarzyna Oracka – Bez sukcesu.
- 2014 – Żaneta Płudowska – Bez sukcesu (poza TOP 10)[2].
- 2015 – Ewa Mielnicka – Bez sukcesu.
- 2016 – Magdalena Bieńkowska – TOP 15.
- 2017 – Paulina Maziarz – Bez sukcesu.
- 2018 – Marta Pałucka – Bez sukcesu.
- 2019 – Karina Szczepanek – Bez sukcesu.
- 2022 – Sylwia Stasińska – Bez sukcesu.
- 2023 - Julia Marcinkowska - Bez sukcesu.
- 2024 – Ewa Jakubiec – TOP 8.